# La Titiritera (Avatar: La Leyenda de Aang)
La Titiritera es el cuadragésimo octavo episodio de la serie de televisión Avatar: la leyenda de Aang y octavo episodio de la tercera temporada. Fue transmitido el 9 de noviembre de 2007 en EE. UU.
Resumen rápido: Los chicos encuentran a una anciana maestra agua de la tribu agua del sur que les cuenta como atacaron su pueblo y le enseña a Katara una técnica de agua-control prohibida, mientras un extraño espíritu está secuestrando gente durante la luna llena. 

## Sinopsis
El episodio empieza con los chicos contando historias de terror, Katara cuenta una historia sobre una desaparecida de la tribu agua. Cuando Katara termina de contar su historia, Toph dice que escucho gente que grita debajo de la montaña, luego los gritos se detienen y una anciana aparece y dice que se llama Hamma, esta los invita a su casa de huéspedes en donde los atiende y les dice que deberían ser más cuidadosos porque cuando hay luna llena la gente se encierra en sus casas y no sale ya que algunas personas habían desaparecido en noches así.
Luego de eso los chicos se duermen y Sokka se espanta al escuchar unos sonidos, quien en realidad era momo, Sokka se duerme en un instante, a la mañana siguiente se van de compras al bazar y Katara dice a Hamma que el vendedor les dio todas esas cosas casi gratis y que tal vez deberían regresar y pedirle algo más, Hamma le pregunta que si quiere que use sus encantos femeninos para aprovecharse de ese pobre hombre, y después de eso dice "entonces nos llevaremos muy bien". 
A la hora del almuerzo Sokka dice que Hamma es muy extraña y decide dar un vistazo a su casa para ver que es lo que encuentra, el abre un gabinete de donde salen varias marionetas que los asustan un poco, al subir unas escaleras Sokka abre una puerta donde se encuentra un cofre, como no es capaz de abrirlo, Toph con metal-control hace una llave para abrir el cofre, y cuando ya están por abrirlo Hamma aparece y les dice que les va a mostrar lo que está en el cofre, lo abre y saca de ahí un peine de la tribu agua del sur y dice que ese es su hogar así como el de Katara y Sokka. 
A la hora del almuerzo, Hamma dice que quien quiere sopa y usa agua-control para repartirla, Katara se ve aún más sorprendida al saber esto, Hamma empieza a contar una historia de cuando la nación del fuego empezó a invadir su hogar y como capturaron a cada maestro agua y al final solo quedaba ella, y que finalmente todos fueron atrapados, entonces Sokka le pregunta que como escapó y ella dice que es muy duro volver hablar sobre eso, Katara la consuela diciendo que es un placer haberla conocido, Hamma sugiere enseñarle a Katara todo lo que ella sabe para que Katara continué con la tradición después de que ella muera, Katara acepta la invitación. Después de esto Hamma dice que Katara necesita aprender a conseguir agua en terreno hostil, Katara recuerda lo que pasó en el desierto y como hizo agua-control con su sudor entonces Hamma dice que incluso se puede sacar agua del aire y se lo demuestra haciéndolo ella misma. 
A continuación aparecen Aang, Sokka y Toph hablando sobre las personas desaparecidas, Aang dice que ese es lugar más hermoso de la Nación del Fuego y que no ve nada que pueda molestar a un espíritu, entonces Toph dice que tal vez el espíritu de la luna ya sea malo y que secuestra a las personas y Sokka se molesta y le dice que la luna es una adorable señorita que tiene compasión por las personas. Aang le pregunta a un hombre que era lo que sabía sobre el espíritu que secuestraba a las personas este le dice que el único que lo ha visto y sobrevivido es el viejo Dan. Ahora Katara y Hamma están dando un paseo por un campo de flores donde Katara recuerda que en el pantano conoció a alguien que podía controlar las plantas con el agua en su interior, Hamma dice que se puede llegar más lejos que eso y extrae agua de las flores, Katara se sorprende con lo hecho pero también ve que las flores quedaron marchitas y exclama que son cosas vivas, "solo eran flores" responde Hamma y dice que le enseñara una técnica que tiene mayor poder cuando hay luna llena pero que será más difícil usar cuando no se muestre la luna llena. 
Aang, Sokka y Toph hablan con el viejo Dan y dice que el no vio ningún espíritu, solo sintió que algo se acercó y luego fue como poseído, y sin poder controlar su cuerpo camino hacia una cueva en la montaña. El viejo Dan les dice que miró hacia la luna porque creía sería la última vez que la vería y fue en ese momento cuando salió el sol y pudo recuperar el control de su cuerpo. Toph recuerda que oyó voces bajo la montaña y van a buscar a los aldeanos secuestrados, al encontrarlos estos les dicen que no fue un espíritu sino que fue la bruja Hamma, Toph se queda para liberarlos a todos mientras Aang y Sokka se van tras Hamma. Mientras tanto Hamma le cuenta a Katara la historia de como la mantuvieron en prisión, donde poco a poco fue desarrollando nuevos poderes, cuando entiende que donde hay vida, hay agua, y explica que cuando una rata entró a su jaula se dio cuenta de que era solo un saco de piel lleno de líquido e intento controlarla, luego intento con más ratas y practicó durante años para poder perfeccionar su técnica y al fin usarla en un hombre, cuando lo logró hizo que abriera la puerta de su jaula para escapar, dice que eso se llama sangre-control, controlar el agua en otro cuerpo imponiendo su propia voluntad sobre el otro, controlando cada movimiento de la persona y que para perfeccionar esta técnica puede controlar lo que sea o a quien sea. Después Katara descubre que Hamma es la causante de las desapariciones y Hamma la controla con la sangre-control por un momento, pero Katara se libera del control de Hamma gracias al poder de la luna y empiezan a luchar. Katara le da un golpe y la deja en el suelo, aparecen Sokka y Aang y Hamma utiliza esta técnica para controlarlos y hacer que ataquen a Katara, pero ella detiene los ataques y los congela, luego Hamma hace que Sokka con su espada intente matar a Aang, de repente el ataque se detiene, porque Katara controló a Hamma con sangre-control. 
Aparecen los habitantes del pueblo y se llevan a Hamma, pero cuando se la llevan Hamma exclama con felicidad que su trabajo está hecho y felicita a Katara porque ya es un Maestro sangre, lo que provoca el llanto de Katara.
- Datos: Q5965321